# Shady Records
Shady Records è un'etichetta discografica statunitense specializzata in musica hip hop, fondata dal rapper Eminem e dal suo amico e manager Paul Rosenberg nel 1999.

## Storia

### 1999-2004: Fondazione e successo
Nel 1999, dopo il successo dell'album The Slim Shady LP, Eminem ha l'occasione di fondare la propria etichetta dal nome Shady Records insieme al suo amico e manager Paul Rosenberg: i due trovano un punto d'incontro tra la volontà del primo di lanciare il proprio gruppo, i D12 a cui però l'etichetta di Dr. Dre (la Aftermath, con cui Eminem è sotto contratto) non è interessata, e da quella del secondo di lanciare un'etichetta tutta sua.
Il primo lavoro che viene pubblicato (in collaborazione con Aftermath) è The Marshall Mathers LP, nel 2000, secondo disco solista di Eminem. Nel 2001 invece esce l'album di debutto dei D12, dal titolo Devil's Night.
Negli anni successivi Eminem si concentra sempre di più sulla produzione dei beat, cosa che lo porta a mettere sotto contratto altri rapper quali 50 Cent e Obie Trice. L'attesissimo album di debutto di 50 Cent, Get Rich or Die Tryin' (uscito nel febbraio 2003, in collaborazione con Aftermath), è un successo planetario che vende più di tre milioni di copie nell'anno di uscita. Il disco d'esordio di Obie Trice, Cheers, è pubblicato nel settembre dello stesso anno e ottiene buoni riscontri.
I rapper della Shady Records compaiono anche nella colonna sonora del film 8 Mile e sui primi due capitoli della saga di mixtape Invasion, pubblicati da DJ Green Lantern, anch'egli entrato a far parte dell'etichetta.

### 2004-2010: Il declino
Negli anni successivi, la Shady Records inizia a perdere terreno per via di vari fattori. Il 2004 è da molti considerato l'inizio del declino artistico di Eminem, che a causa dell'abuso di sostanze stupefacenti appare lontano dai fasti del passato sia sul secondo disco dei D-12, D-12 World, che sul suo quarto lavoro solista, Encore. Lo stesso rapper di Detroit è molto critico con sé stesso nel raccontare questa fase, dicendo che per colpa delle droghe ha perso circa 5 anni di carriera dal 2004 in poi. Inoltre l'omicidio dell'amico Proof, membro dei D-12, di fatto porta allo sfaldamento del gruppo.
50 Cent riesce a bissare il successo dell'esordio con il disco The Massacre e fonda la propria etichetta, la G-Unit Records, ma le faide con altri rapper gli creano qualche problema: il suo contenzioso con Jadakiss porta all'allontanamento di DJ Green Lantern dalla Shady Records, mentre i rapporti burrascosi con The Game portano quest'ultimo a troncare i rapporti con la G-Unit Records appena esce il suo disco d'esordio.
Alcuni nuovi artisti vengono inseriti nella scuderia, come Stat Quo, Cashis e Bobby Creek, mentre The Alchemist diventa il DJ ufficiale di Eminem. L'intero collettivo compare sulla compilation del 2006 Eminem Present: The Re-Up, ma è il canto del cigno di questa prima era della Shady Records: tutti gli artisti, negli anni successivi, abbandonano l'etichetta, alcuni dei quali a seguito di rapporti burrascosi con Eminem e senza produrre alcunché di rilevante.

### 2010-2019: Shady 2.0
Una volta abbandonate le droghe, nel 2010 Eminem annuncia di voler rifondare la Shady Records in occasione del lancio del suo disco Recovery. Inizia così a lavorare con il gruppo Slaughterhouse (formato da Joell Ortiz, Joe Budden, Crooked I), con Royce da 5'9" e Yelawolf.
Il nuovo corso dell'etichetta è ufficialmente presentato ai BET Awards del 2011, con la posse track 2.0 Boys a cui prendono parte tutti gli artisti del collettivo. Nello stesso anno vengono pubblicati Hell: The Sequel dei Bad Meets Evil, duo formato da Eminem e Royce da 5'9'', e Radioactive di Yelawolf. L'anno successivo gli Slaughterhouse pubblicano Welcome to Our House.
Nel 2013 escono Trunk Muzik Returns di Yelawolf e The Marshall Mathers LP 2 di Eminem, mentre l'anno successivo Eminem decide di lanciare la raccolta Shady XV per celebrare i 15 anni dell'etichetta, composta da due dischi all'interno contiene brani del passato e inediti. Nel 2015 Yelawolf ottiene un ottimo successo con il disco Love Story.
Negli anni successivi però sorgono nuovamente problemi interni all'etichetta: il rapporto difficile tra Eminem e Joe Budden porta a uno stallo nei lavori degli Slaughterhouse, che poco dopo si sciolgono, mentre Yelawolf annuncia che abbandonerà la Shady Records dopo la pubblicazione di Trunk Muzik III,  decretando la fine della Shady Records 2.0.

### 2017-presente: Terza era
Eminem riesce a tenere in piedi l'etichetta inaugurando una terza era, mettendo sotto contratto Boogie, rapper di Compton, e i rapper di Buffalo Westside Gunn e Conway, membri del collettivo Griselda Records. Nell'ottobre 2017 Eminem presenta i suoi nuovi artisti con un'esibizione ai BET Hip Hop Awards.
Il 25 gennaio 2019 esce il primo album di Boogie sotto questa etichetta con partecipazioni da parte di J.i.d., 6lack, Eminem e altri.
Nel 2023 il rapper Ez Mil firma un contratto con Shady Records in join venture con Aftermath Entertainment e Interscope Records, rilasciando il 4 agosto il primo singolo sotto nuova etichetta, Realest.

## Artisti
Questi sono gli artisti attualmente sotto contratto con la Shady Records.
- Eminem
- Westside Boogie (2017-)
- Grip (2021-)
- Ez Mil (2023-)

ci sono altri Artisti della Shady Records Precedenti.
- D12 (2000-2018)
- Obie Trice (2001-2008)
- 50 Cent (2002-2014)
- DJ Green Lantern (2002-2005)
- Stat Quo (2003-2008)
- Bobby Creekwater (2005-2009)
- Cashis (2006-2012)
- Bad Meets Evil (2011-2015)
- Slaughterhouse (2011-2018)
- Yelawolf (2011-2019)
- Griselda (2017-2020)
- Westside Gunn (2017-2020)
- Conway the Machine (2017-2022)